# مرگ بر روی نیل
مرگ بر روی نیل(به انگلیسی: Death on the Nile) یک رمان جنایی از آگاتا کریستی و مجموعه پوآرو است که نخستین بار در بریتانیا و انتشارات کلوپ جنایی کولینز و در ۱ نوامبر ۱۹۷۳ منتشر شد.
داستان این رمان حل پرونده‌ای توسط هرکول پوآرو است که در کشتی‌ای و در رود نیل اتفاق می‌افتد و حول قتل یک دختر ثروتمند است.

## خلاصه داستان
هرکول پوآرو برای تعطیلات با کشتی کارناک به مصر سفر کرده، در اسوان دختر ثروتمندی به نام لینت دویل امیلی بلانت به او می گوید که دوست قدیمی اش به نام ژاکلین دوبلفورت همه جا او را تعقیب می کند، او از پوآرو می خواهد که ژاکلین را از این کار منع کند. لینت اخیرا با نامزد ژاکلین به نام سیمون دویل ازدواج کرده است که این موضوع باعث خشم شدید ژاکلین شده و او همه جا خود را به آنها نشان می دهد تا باعث آزارشان شود. پوآرو از این کار سرباز می زند و تلاش می کند با صحبت های خود از خشم ژاکلین کم کند اما موفق نمی شود. افراد دیگری که در کشتی کارناک حضور دارند عبارتند از:
لوئیز بورژه  خدمتکار لینت دویل، اندرو پدینگتون متولی اموال لینت دویل، سالومه اوتربرن نویسنده رمان و مادرش مری ون شویلر و خدمتکارش خانم بوئر، آقای فرگوسن یک کمونیست، ریچتی یک باستان شناس ایتالیایی، جیم فن تورپ وکیل و دکتر بسنر اتریشی.
چند حادثه پیش می آید که بخیر می گذرد اما در یکی از شب ها که لینت دویل در کابین خود خواب است، ژاکلین دوبلفورت که تحت تاثیر الکل است در سالن اصلی کشتی با اسلحه به پای سیمون دویل شلیک میکند. ژاکلین وحشت زده اسلحه را پرت می کند و او را که از شدت ترس و نگرانی گریه می کند به کابینشش می برند، سیمون دویل نیز برای درمان توسط دکتر بسنر به کابینش برده می شود. صبح روز بعد لینت دویل در حالی پیدا می شود که به سرش شلیک شده و گردنبند گران بهای مرواریدش به سرقت رفته...